# Personkonto
Personkonto infördes som PKbankens system för löneutbetalningar via ett bankbokslöst konto med postgirofunktion. Kontot, som hade samma nummer som innehavarens personnummer, var räntebärande och kunde kopplas till andra sparformer. Krediter kunde erhållas på kontot (personkontokredit). 
Antalet personkonton uppgick 1977 till 1,2 miljoner.
Den moderna varianten av personkonto är ett transaktionskonto för lön, pension eller andra insättningar, som exempelvis barnbidrag, bostadsbidrag eller studiestöd. Från detta kan man enkelt betala räkningar via internet eller telefon.